# Cicisvili Mária grúz királyné
Cicisvili Mária (Tbiliszi (Tiflisz), 1768. április 9. – Moszkva, 1850. március 30.), grúzul: მარიამ (მარია) ციციშვილი, oroszul: Мариа́м (Мари́я) Гео́ргиевна Цицишви́ли/Цицианова, perzsául: ماریام تسیتسیشویلی, Grúzia (Kartli-Kaheti) királynéja. Sokan őt tekintik az utolsó grúz királynénak, mert a férje volt Grúzia (Kartli-Kaheti) utolsó, az Orosz Birodalom által – amely védnökséget vállalt Grúzia felett 1783-ban, hogy megvédi a függetlenségét Iránnal és az Oszmán Birodalommal szemben – teljeskörűen is elismert uralkodója, bár Mária mostohafia még rövid ideig uralkodhatott grúz királyként, míg a cári Oroszország be nem kebelezte az országot 1801-ben, amelynek a nyugati területe, az Imereti Királyság még 1810-ig megőrizte a függetlenségét. Sziti Hatunt után a második grúz királyné volt a Cicisvili családból.

## Élete

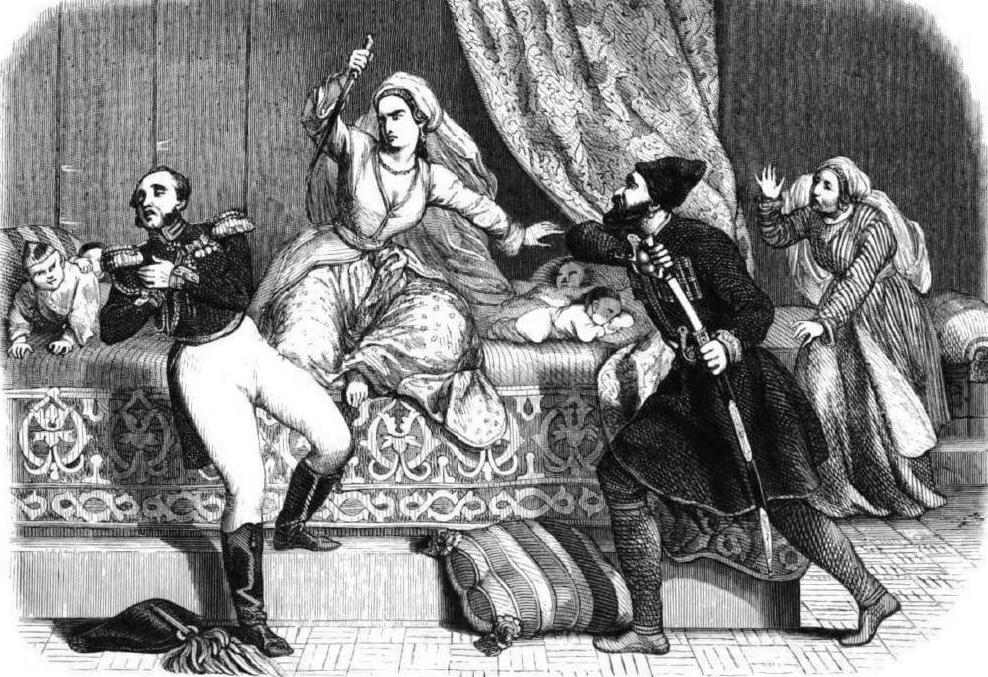
Mária özvegy grúz királyné Lazarev tábornokot leszúrja, amikor az a királynét és családját Oroszországba akarja deportálni 1803-ban. Charles-Michel Geoffroy (Geoffroy fils) (1819–1882) Mária grúz királyné letartóztatása című 1845-ős metszetén.

Szülei II. György Panaszkerteli-Cicisvili herceg és Guramisvili Ilona hercegnő.
A férje, XII. György grúz király az apját, II. Herkulest követte a trónon. XII. Györgyöt kevésbé érdekelték az államügyek, inkább az élvezetek, ezért el is hízott és szívgyengeségben halt meg, mint az apja. Mélyen vallásos volt. Szent Györgyöt ábrázoló ikonok gyűjtésével és restaurálásával foglalkozott. Anyósa, a férjének a mostohaanyja, Dadiani Dária (Daredzsán) királyné (1738–1807) a saját fiainak szerette volna a trónt biztosítani mostohafia halála esetére, de XII. György elsőszülött fiát, Dávidot jelölte a trónra, melyet elfogadtatott az 1783-as Georgijevszki Szerződés értelmében a Grúzia felett főhatalmat gyakorló Oroszország uralkodójával, I. Pál orosz cárral. Halála után Mária mostohafia, XII. Dávid csak rövid ideig uralkodhatott, hiszen az oroszok nem erősítették meg királyi hatalmát, ezért nem a fiát, hanem XII. Györgyöt tekintik Grúzia utolsó uralkodójának.
XII. György özvegye, Cicisvili Mária (Mariami) királyné azzal a tettével írta be magát a világtörténelembe, hogy mikor az orosz cár küldötte, Lazarev (1863–1803) örmény származású orosz cári tábornok, aki azért érkezett, hogy a grúz királyi család tagjait Oroszországba szállítsa, bejelentette az orosz cár parancsát a királynénak, a körülötte levő gyermekeit védelmezve személyesen szúrta le a tábornokot, aki belehalt a sérüléseibe. A deportálást így sem kerülhette el, de az orosz uralkodó nem vonta felelősségre e tettéért a grúzok szemében hős és hazafias királynét.
A grúz királyi ház tagjait Oroszországban telepítették le, orosz címeket kaptak, és II. Herkules és XII. György leszármazottai a Gruzinszkij herceg címet kapták, és lefokozták őket egyszerű orosz birodalmi hercegekké, megfosztva őket királyi rangjuktől, és ezután még az uralkodóházak leszármazását nyomon követő, Gothai almanachból is kihagyták őket.

## Gyermekei
- Férjétől, XII. György (1746–1800/1) grúz királytól, 11 gyermek:
  - Mihály herceg (1783/85–1862), nem nősült meg
  - Gábor (Dzsebrail) herceg (1788–1812), nem nősült meg
  - Tamar hercegnő (1788/89–1850/51), nem ment férjhez
  - Anna hercegnő (1789/90–1796/98)
  - Éliás (Illés) herceg (1790/91–1854), felesége Anasztázia hercegnő (1805–1882), Grigol Obolenszkij herceg lánya, 14 gyermek
  - József herceg (megh. fiatalon)
  - Szpiridon herceg (megh. fiatalon)
  - Okropir herceg (1795–1857), felesége Anna hercegnő (1800/01–1866/68), Pál Kutaisvili gróf lánya, 5 gyermek a feleségétől és 1 természetes leány
  - Simon herceg (1796–fiatalon)
  - Herkules herceg (1797/99–1859), nem nősült meg
  - Anna hercegnő (1800–1850), 1. férje Evasztafi (Eustache) Abasidze, 2. férje Dávid Cereteli herceg, 1 gyermek

## Szépirodalom
- P. Szathmáry Károly (1855. április 15.). „Georgia utolsó királynője I–II.” (magyar nyelven). Vasárnapi Ujság 2 (15), 113–115. o. (Hozzáférés: 2019. október 1.)
- P. Szathmáry Károly (1855. április 22.). „Georgia utolsó királynője III.” (magyar nyelven). Vasárnapi Ujság 2 (16), 122–123. o. (Hozzáférés: 2019. október 1.)
- P. Szathmáry Károly: Georgia utolsó királynője IV. (magyar nyelven). Vasárnapi Ujság. [2019. október 1-i dátummal az eredetiből archiválva]. (Hozzáférés: 2019. október 1.)
- P. Szathmáry Károly (1855. május 6.). „Georgia utolsó királynője V–VI.” (magyar nyelven). Vasárnapi Ujság 2 (18), 137–139. o. [2019. október 1-i dátummal az eredetiből archiválva]. (Hozzáférés: 2019. október 1.)